# Abri de Lecina supérieur
L'abri de Lecina supérieur est un abri sous roche situé dans la commune de Lecina (es), comarque de Sobrarbe dans la province de Huesca. Il se trouve à l'intérieur du ravin de Choca, un affluent de la rivière Vero dans la Sierra de Guara,.
Il contient des peintures rupestres de l'art levantin, d'Art schématique ibérique et de gravures, faisant partie de l'ensemble de l'Art rupestre du bassin méditerranéen de la péninsule Ibérique déclaré patrimoine mondial par l'UNESCO en 1998 (réf. 874-561).

## Localisation
Il se trouve dans le Parc culturel de la rivière Vero à 740 m d'altitude au sommet des falaises du ravin de Choca, dans une zone connue sous le nom de Fajana de Pera.

## Description

### Style schématique des peintures de Lecina
Les peintures rupestres de Lecina appartiennent au style schématique, caractérisé par l'abstraction et la simplification des représentations d'animaux et d'êtres humains, réduites à des traits verticaux et des lignes horizontales. Ce style s'étend du Néolithique au Three-age system (Âge des Métaux) et est la manifestation typique des sociétés sédentaires qui connaissent déjà l'agriculture et la domestication des animaux.

### Les peintures de Lecina

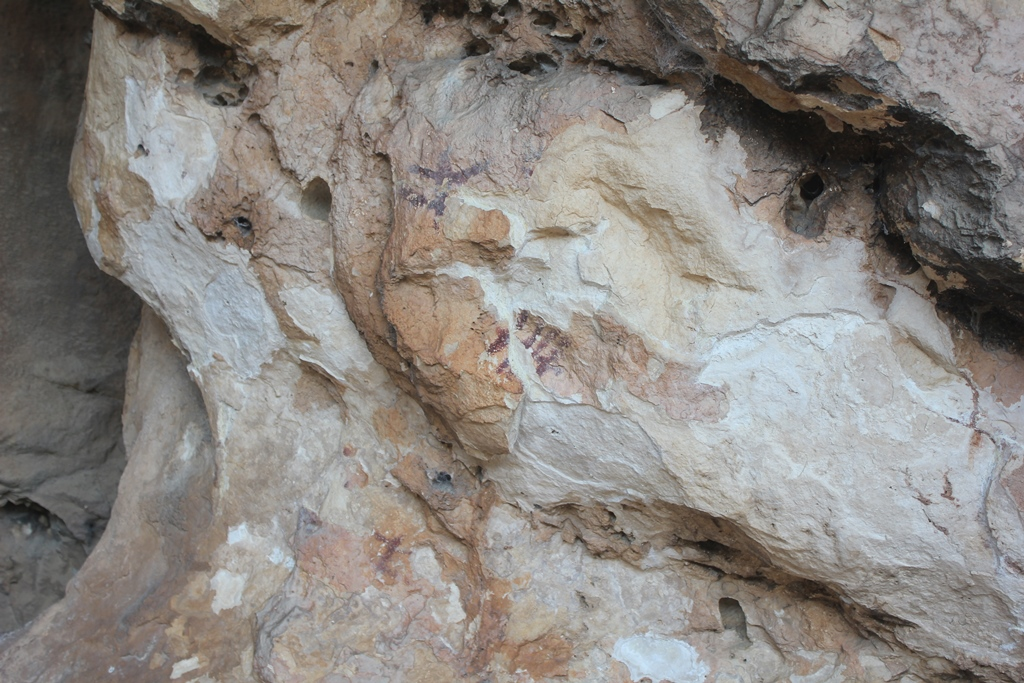
Pectiniforme.

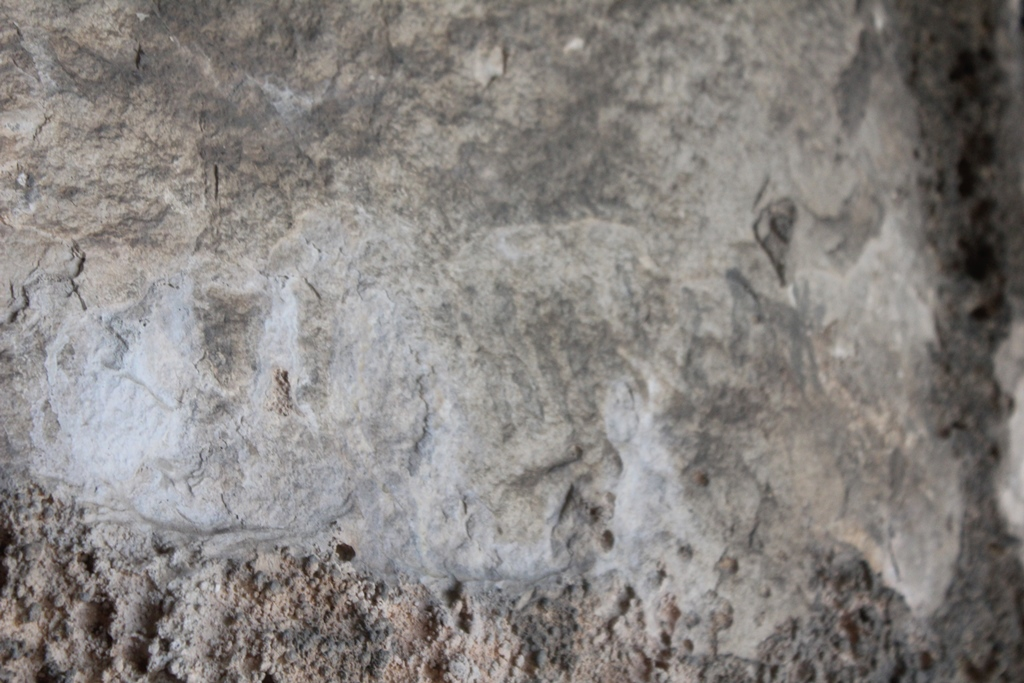
Rangée de barres.

Il s'agit d'un abri avec une ouverture de 19,5 m et une profondeur maximale de 12,5 m. Il contient des manifestations picturales réparties en six secteurs et peintes de pigments rouges et noirs. Des travaux de conservation ont été réalisés pour éviter la détérioration du support en pierre et des peintures. On peut distinguer :
- Des pectiniformes (en forme d'un peigne), des traits inclinés vers la droite et parallèles entre eux.
- Une scène avec trois quadrupèdes peints en noir sur une couche blanchâtre. Une figure humaine rouge avec les bras en croix est superposée à l'un d'eux.
- Une rangée de barres verticales en noir.
- Quadrupèdes.
- Anthropomorphes.